# Aeroporti in Romania
La seguente è una lista di aeroporti in Romania.

## Lista degli aeroporti
| Nome                                            | Città              | ICAO | IATA |
| ----------------------------------------------- | ------------------ | ---- | ---- |
| Aeroporti civili                                |                    |      |      |
| Aeroporto di Arad                               | Arad               | LRAR | ARW  |
| Aeroporto di Bacău                              | Bacău              | LRBC | BCM  |
| Aeroporto di Baia Mare-Tăuții Măgherăuș         | Baia Mare          | LRBM | BAY  |
| Aeroporto di Brașov-Ghimbav                     | Brașov             | LRBV | GHV  |
| Aeroporto di Bucarest-Băneasa - Aurel Vlaicu    | Bucarest / Băneasa | LRBS | BBU  |
| Aeroporto di Bucarest-Henri Coandă (ex Otopeni) | Bucarest / Otopeni | LROP | OTP  |
| Aeroporto di Cluj-Avram Iancu                   | Cluj-Napoca        | LRCL | CLJ  |
| Aeroporto di Costanza-Mihail Kogălniceanu       | Costanza           | LRCK | CND  |
| Aeroporto di Craiova                            | Craiova            | LRCV | CRA  |
| Aeroporto di Iași                               | Iași               | LRIA | IAS  |
| Aeroporto di Sibiu                              | Sibiu              | LRSB | SBZ  |
| Aeroporto di Oradea                             | Oradea             | LROD | OMR  |
| Aeroporto di Ploiești-Gheorghe Valentin Bibescu | Ploiești           | LRPW | ?    |
| Aeroporto di Satu Mare                          | Satu Mare          | LRSM | SUJ  |
| Aeroporto di Suceava-Ștefan cel Mare            | Suceava            | LRSV | SCV  |
| Aeroporto di Târgu Mureș-Transilvania           | Târgu Mureș        | LRTM | TGM  |
| Aeroporto di Timișoara-Traian Vuia              | Timișoara          | LRTR | TSR  |
| Aeroporto di Tulcea-Delta del Danubio           | Tulcea             | LRTC | TCE  |
| Aeroporti militari                              |                    |      |      |
| Aeroporto di Boboc                              | Boboc              |      |      |
| Aeroporto di Câmpia Turzii                      | Câmpia Turzii      | LRCT |      |
| Aeroporto di Deveselu                           | Deveselu           |      |      |
| Aeroporto di Feteşti                            | Feteşti            |      |      |
| Aeroporto di Ianca                              | Ianca              |      |      |